# Контракт работающей матери
Контракт работающей матери — часто встречаемое в литературе обозначение гендерного контракта, сложившегося в СССР в 1930-е годы.
В основе контракта работающей матери лежит представление о нормативности совмещения традиционно патриархальной роли женщины в рамках семьи и одновременной занятости в производстве и в целом публичной сфере. Патриархальная система функционирования семьи предполагает, что основная роль в воспитании детей и организации быта в целом отводится женщине. Контракт работающей матери, не подразумевающий отказа от таких устоев, вместе с тем отказывался от традиционно присущей патриархату полной экономической зависимости женщины от мужчины и постулировал женщину как отдельную экономическую единицу с вытекающей из этого необходимостью участвовать в производственных отношениях (работать). Поэтому, такая модель гендерных отношений называется некоторыми исследователями также «тройной нагрузкой» (воспитание детей, организация быта, полная рабочая неделя).

## Временные рамки. Становление контракта работающей матери
Определить временные рамки существования контракта работающей матери достаточно сложно. В целом, общий диапазон включает в себя период с 1930-х годов по 1980-е.
Проект первого послереволюционного десятилетия по разрушению буржуазной семьи и создания новой системы сексуальных и семейно-брачных отношений к 1929 году сменяется курсом на возвращение к семье в традиционном понимании. «Великое отступление» от революции в сфере сексуальных отношений и возврат к традиционалистским нормам женственности и мужественности — основные черты гендерной политики 1930-х. В 1936 году выходит постановление, запрещающее аборты и вводящее систему льгот и социальных гарантий для матерей. Вместе с тем, возврат к традиционным представлениям о семье не означает освобождения женщин от обязанности трудиться, провозглашенной Конституцией для всех советских граждан. Это не удивительно — в условиях коллективизации и индустриализации возникает постоянный недостаток в производственной силе, восполнить резервы которой и призван женский труд.
Контракт работающей матери существовал фактически до распада СССР, не оставаясь, тем не менее, в неизменной форме. В основе изменений лежит, прежде всего разрыв между официальной идеологией и повседневными практиками. Начиная со второй половины 1950-х годов (аборт был официально разрешен в 1955 году) ослабление государственного контроля в сфере частной жизни постепенно приводит к появлению альтернативных представлений о нормах женственности и мужественности.

## Классификация
Контракт работающей матери, как и в целом гендерная система СССР может быть названа этакратической, то есть обусловленной государственной политикой и государственным контролем в приватной сфере. Кроме того, политика Советского Союза в отношении женщин носит патерналистский характер. Женщина выделяется в отдельную, особую категорию государственной заботы. Данная политика подразумевает признание юридического равноправия полов, в том числе и в сфере семейно-брачных отношений, однако предоставляет женщинам дополнительные льготы с связи с необходимостью сочетать производственную, репродуктивную и семейную роли. Закрепление за женщиной зависимой от государства роли на практике привело к воспроизводству патриархальной системы гендерных отношений.